# Crazy Bus
Crazy Bus ist ein Fahrgeschäftsprodukt des italienischen Vergnügungsanlagenherstellers Antonio Zamperla.

## Aufbau und Fahrt
Die Fahrt ist ähnlich wie mit einem sogenannten „Fliegenden Teppich“, einem in den 1980er-Jahren entstandenen Fahrgeschäft. Oft als ein Bus oder als U-Boot gestaltet, fährt die Kabine auf einer Kreisbahn wie an einem kleinen Riesenrad bis zu 8 Meter in die Höhe, wobei sie horizontal bleibt. Die Gondel kann im und gegen den Uhrzeigersinn bewegt werden. Diese Fahrattraktion wird von zwei seitlichen Armträgern vor einer  Rückwand oder Fassade getragen und bewegt. Zwölf Erwachsene und zwölf Kinder haben laut Hersteller in der Kabine Platz. Es wurden (Stand 2024) 304 Anlagen entwickelt, gebaut und eröffnet.

## Einige bekannte Auslieferungen
Bekannte Auslieferungen sind der „Lustige Papagei“ im Phantasialand, „London Bus“ im Europa-Park, „Greenville Bus“ im Plopsaland Deutschland, (ehm. Teenage Robot Roundabout im Movie Park Germany), „Zenko’s Graffiti Shuttle“ im Walibi Holland, „Graffity Shuttle“ im Walibi Belgium, „Gekke Koets“ im Bellewaerde Park oder „Bikini Bottom Bus Tour“ im  Pleasure Beach Resort. In den USA werden die Typen einfach nur als „Crazy Bus“ wie im Adventure City, Beech Bend, Six Flags Great America oder als „Camp Bus“ wie im Carowinds, Cedar Point, Dorney Park, Knott’s Berry Farm, Michigan’s Adventure oder im Worlds of Fun bezeichnet.